# Peter Clive
Harry Peter Clive (* Juni 1925 in Wien; † 21. Juni 2022 in Ottawa) war ein kanadischer Literatur- und Musikwissenschaftler österreichischer Abstammung.

## Leben
Peter Clive floh Ende 1938 vor den Nazis nach England. 1944 trat er der britischen Armee bei und arbeitete nach dem Zweiten Weltkrieg als Übersetzer und Dolmetscher am Internationalen Militärgerichtshof in Nürnberg. Danach studierte er Französisch und wurde Dozent an der University of Hull.
1969 wanderte er nach Kanada aus und erhielt eine Professur an der Carleton University in Ottawa, wo er zugleich Vorsitzender der Französischabteilung wurde. 1991 wurde er emeritiert.
Clive veröffentlichte zahlreiche Aufsätze und Bücher zur französischen Literatur, außerdem – nach seiner Emeritierung – einige Standardwerke zur deutschen und österreichischen Musikgeschichte des 18. und 19. Jahrhunderts.
Er starb kurz nach seinem 97. Geburtstag in Ottawa.

## Werke (Auswahl)
- mit Brian Woledge, Répertoire des plus anciens textes en prose française depuis 842 jusqu’aux premières années du XIIIème siècle, Genf: Droz 1964
- Pierre Louÿs (1870–1925): A Biography, Oxford: Clarendon Press 1978
- Marguerite de Navarre: An Annotated Bibliography, London: Grant & Cutler 1983
- Clément Marot: An Annotated Bibliography, London: Grant & Cutler 1983
- Bibliographie annotée des ouvrages relatifs à Montaigne: Publiés entre 1976 et 1985. Avec un complément de la bibliographie de Pierre Bonnet, Paris: Champion 1990
- Mozart and His Circle: A Biographical Dictionary, London: Dent 1993
- Schubert and His World: A Biographical Dictionary, New York: Oxford University Press 1997; ISBN 0-19-816582-X (Google Books)
- Beethoven and His World: A Biographical Dictionary, New York: Oxford University Press 2001; ISBN 0-19-816672-9 (Google Books)
- Brahms and His World: A Biographical Dictionary, Lanham, Maryland: Scarecrow Press 2006; ISBN  978-0810857216 (Google Books)